# Bahčisarajska fontana (1909.)
Bahčisarajska fontana (rus. Бахчисарайский фонтан) – ruski film redatelja Jakova Protazanova iz 1909. godine. Film je rađen po motivima istoimene Puškinove poeme.

## Radnja
Krimski kan Girej dovodi djevojku Mariju u harem, što izaziva ljubomoru kod Zareme, koja kana voli više od svega. Zarema o tome govori Mariji koja je željna slobode i razumije da je to moguće tek nakon smrti. Kan, kad sazna za Marijinu smrt, izda zapovijed da pogubi Zaremu i sagradi izvor suza.

## Uloge
- Vladimir Šaternikov
- Marija Koroljova
- Elizaveta Uvarova

## Vanjske poveznice
- Bahčisarajskij fontan na Kino Poisk